# دانيال سولسونا
دانيال سولسونا بويغ (بالإسبانية: Daniel Solsona) (من مواليد 18 يناير 1952 في كورنيلا دي يوبريغات، كاتالونيا) هو لاعب كرة قدم إسباني متقاعد، لعب في مركز خط الوسط.

## وصلات خارجية
- BDFutbol profile
- National team data (بالإسبانية)
- RCD Espanyol archives (بالإسبانية)
- Valencia CF biography نسخة محفوظة 29 سبتمبر 2011 على موقع واي باك مشين. (بالإسبانية)
- دانيال سولسونا على موقع قاعدة بيانات كرة القدم.إي يو (الإنجليزية)
- دانيال سولسونا على موقع ناشيونال فوتبول تيمز (الإنجليزية)
- دانيال سولسونا على موقع عالم كرة القدم.نت (الإنجليزية)